# René Bacherich
René Bacherich, né le 7 mars 1906 à Lille et mort le 8 mars 1996 à Paris 13e, est une figure majeure du bridge français et international. 

## Biographie
Son partenaire régulier de bridge était Pierre Ghestem, avec lequel il développa la théorie des systèmes de relais, dite "Monaco" System. Capitaine de l'équipe de France.

## Palmarès
- Grand Maître WBF
- Champion du monde par équipes (Coupe des Bermudes) en 1956 (Paris) ;
- Olympiades mondiales par équipes remportées en 1960 (Turin, 1re édition, open) ;
- Triple Champion d'Europe par équipes en 1953 (Helsinki), 1955 (Amsterdam) et 1962 (Beyrouth) ;
- Vainqueur de l'Open de France par équipes en 1962 et 1964 ;
- Vice-champion du monde par équipes en 1954 (Monte-Carlo) ;
- Vice-champion d'Europe par équipes en 1956 (Stockholm) et 1961 (Torquay) ;
- 3e des championnats du monde par équipes en 1961 (Buenos Aires) et 1963 (Saint-Vincent) ;
- 3e des championnats du monde par paires en 1962 (Cannes) (avec Pierre Ghestem) ;
- Capitaine de l'équipe de France 3e des championnats du monde par équipes en 1975 (aux Bermudes).